# Рыбалка, Сергей Александрович
Серге́й Алекса́ндрович Рыба́лка (укр. Сергій Олександрович Рибалка; род. 1 апреля 1990[…], Ямное, Сумская область) — украинский футболист, полузащитник. Играл за молодёжную и национальную сборные Украины.

## Биография

### Клубная карьера
Воспитанник ДЮФК «Арсенал» (Харьков). В ДЮФЛ выступал за «Арсенал», а также провёл 3 игры за донецкий «Шахтёр» в 2007 году. Во Второй лиге за «Арсенал» дебютировал 20 августа 2006 года в матче против ФК «Сумы» (2:1). Всего в «Арсенале» провёл 48 матчей и забил 20 мячей. Также Рыбалка является лучшим бомбардиром за всю историю «Арсенала».
В 18-летнем возрасте на него претендовали израильский «Маккаби» (Хайфа) и «Шахтёр» (Донецк), но летом 2008 года он перешёл в киевское «Динамо». Дебютировал в «Динамо-2» 3 августа 2008 года в матче против клуба «Прикарпатье» (0:3). В феврале 2011 года поехал на учебно-тренировочные сбор вместе с основным составом «Динамо». В чемпионате Украины по футболу дебютировал 23 октября 2011 года, отыграв весь второй тайм в домашней встрече против луганской «Зари» (6:1).
В начале 2013 года Сергея арендовал чемпион Чехии либерецкий «Слован». Рыбалка дебютировал в команде 23 февраля в матче Гамбринус Лиге против «Яблонца», и отметился голевой передачей. 9 марта в матче против «Ческе-Будеёвице» Рыбалка забил свой первый гол, принеся этим победу своему клубу.
В июле 2013 года «Слован» продлил аренду Сергея до конца календарного года. 8 августа Рыбалка дебютировал в Лиге Европы, выйдя на поле в основном составе против швейцарского «Цюриха». Тот матч «Слован» выиграл со счётом (2:1), а победный мяч забил именно Сергей. В следующем раунде «Слован» получил в соперники за выход в групповой этап Лиги Европы итальянский «Удинезе». В первом матче во Фриули чехи добыли победу (3:1). Сергей Рыбалка открыл счёт в матче на 16-й минуте, после его удара метров с 20-ти мяч от перекладины влетел в сетку ворот. В Либерце была зафиксирована ничья (1:1), что позволило чехам пробиться в групповой этап турнира. В результате жеребьёвки «Слован» попал в группу с «Севильей», «Фрайбургом» и португальским «Эшторилом». 28 ноября в домашнем матче с командой «Фрайбург» Рыбалка забил гол, что, впрочем, не помогло команде добиться и ничьей. Матч закончился поражением со счётом (1:2).
8 сентября 2017 года «Сивасспор» на сезон арендовал Рыбалку. Летом 2018 года турецкий клуб выкупил контракт украинца и Рыбалка подписал трёхлетний контракт с «Сивасспором».

### Карьера в сборной
Выступал за юношескую сборную Украины до 19 лет. Дебют в футболке сборной состоялся 12 марта 2008 года в домашнем матче против Швейцарии (победа 4:0). В составе сборной стал победителем международного турнира «Slovakia Cup». Вместе с юношеской сборной Украины U-19 выиграл чемпионат Европы U-19 — в финале Украина обыграла сборную Англии (2:0). Во время финальной части чемпионата, которая проходила в Донецке и Мариуполе, принял участие в трёх из пяти игр украинской команды. Автор победного гола в решающем матче группового этапа соревнований против сборной Швейцарии — отличился на 85-й минуте игры, замкнув прострел Сергея Шевчука. Этот гол установил окончательный счёт матча (1:0) и обеспечил выход украинской сборной в полуфинал.
С августа 2010 — игрок молодёжной сборной Украины.
31 марта 2015 года дебютировал за национальную сборную Украины выйдя на замену в товарищеском матче против сборной Латвии.

## Достижения
«Слован»
- Бронзовый призёр чемпионата Чехии: 2012/13

«Динамо» (Киев)
- Чемпион Украины (2): 2014/15, 2015/16
- Обладатель Кубка Украины: 2014/15
- Обладатель Суперкубка Украины: 2016

Сборная Украины (до 19 лет)
- Чемпион Европы среди юношей: 2009

## Статистика
| Клуб              | Сезон             | Чемпионат | Чемпионат | Чемпионат | Кубок, Суперкубок | Кубок, Суперкубок | Кубок, Суперкубок | Еврокубки | Еврокубки | Еврокубки | Всего | Всего | Всего |
| ----------------- | ----------------- | --------- | --------- | --------- | ----------------- | ----------------- | ----------------- | --------- | --------- | --------- | ----- | ----- | ----- |
| Клуб              | Сезон             | Игры      | Голы      | Пасы      | Игры              | Голы              | Пасы              | Игры      | Голы      | Пасы      | Игры  | Голы  | Пасы  |
| Арсенал (Харьков) | 2006/07           | 13        | 4         | ???       | 1                 | 0                 | ???               | -         | -         | -         | 14    | 4     | ???   |
| Арсенал (Харьков) | 2007/08           | 35        | 16        | ???       | 2                 | 2                 | ???               | -         | -         | -         | 37    | 18    | ???   |
| Арсенал (Харьков) | Всего:            | 48        | 20        | ???       | 3                 | 2                 | ???               | -         | -         | -         | 51    | 23    | ???   |
| Динамо-2          | 2008/09           | 28        | 3         | 0         | -                 | -                 | -                 | -         | -         | -         | 28    | 3     | 0     |
| Динамо-2          | 2009/10           | 29        | 7         | 4         | -                 | -                 | -                 | -         | -         | -         | 29    | 7     | 4     |
| Динамо-2          | 2010/11           | 18        | 3         | 3         | -                 | -                 | -                 | -         | -         | -         | 18    | 3     | 3     |
| Динамо-2          | Всего:            | 75        | 13        | 7         | -                 | -                 | -                 | -         | -         | -         | 75    | 13    | 7     |
| Динамо (Киев)     | 2011/12           | 2         | 0         | 0         | 1                 | 1                 | 0                 | 0         | 0         | 0         | 3     | 1     | 0     |
| Динамо (Киев)     | Всего:            | 2         | 0         | 0         | 1                 | 1                 | 0                 | 0         | 0         | 0         | 3     | 1     | 0     |
| Слован (Либерец)  | 2012/13           | 14        | 2         | 2         | 0                 | 0                 | 0                 | 0         | 0         | 0         | 14    | 2     | 2     |
| Слован (Либерец)  | 2013/14           | 23        | 6         | 3         | 0                 | 0                 | 0                 | 13        | 3         | 0         | 39    | 9     | 3     |
| Слован (Либерец)  | Всего:            | 37        | 8         | 5         | 0                 | 0                 | 0                 | 13        | 3         | 0         | 53    | 11    | 5     |
| Динамо (Киев)     | 2014/15           | 21        | 1         | 1         | 8                 | 0                 | 0                 | 11        | 0         | 1         | 41    | 1     | 2     |
| Динамо (Киев)     | 2015/16           | 17        | 0         | 0         | 2                 | 0                 | 0                 | 7         | 0         | 2         | 26    | 0     | 2     |
| Динамо (Киев)     | 2016/17           | 26        | 1         | 0         | 3                 | 0                 | 0                 | 5         | 0         | 1         | 34    | 1     | 1     |
| Динамо (Киев)     | Всего:            | 64        | 2         | 1         | 13                | 0                 | 0                 | 23        | 0         | 4         | 101   | 2     | 5     |
| Сивасспор         | 2017/18           | 21        | 1         | 4         | 1                 | 0                 | 0                 | -         | -         | -         | 22    | 1     | 4     |
| Сивасспор         | Всего:            | 21        | 1         | 4         | 1                 | 0                 | 0                 | 0         | 0         | 0         | 22    | 1     | 4     |
| Всего за карьеру: | Всего за карьеру: | 247       | 44        | 17        | 18                | 3                 | 0                 | 36        | 3         | 4         | 301   | 50    | 21    |

Отредактировано по состоянию на 08.03.2016 года.